# Hillhurst (Washington)
Hillhurst az Amerikai Egyesült Államok északnyugati részén, Washington állam Pierce megyéjében elhelyezkedő kísértetváros.
Hillhurst postahivatala 1878 és 1920 között működött. A település névadója egy közeli domb.

## Fordítás
- Ez a szócikk részben vagy egészben  a   Hillhurst, Washington című angol Wikipédia-szócikk ezen változatának fordításán alapul.  Az eredeti cikk szerkesztőit annak laptörténete sorolja fel. Ez a jelzés csupán a megfogalmazás eredetét és a szerzői jogokat jelzi, nem szolgál a cikkben szereplő információk forrásmegjelöléseként.